# Headhunter (canção)
Headhunter é uma música da banda belga Front 242.
Em 1988, ela alcançou a posição #13 da Billboard Dance/Club Play Songs chart, sendo a primeira música da banda a entrar nesta parada.
Em 2003, o grupo de funk Bonde do Tigrão foi acusando de plágio por samplear esta canção na faixa "Cerol na Mão".

## Prêmios
- 2012 - A revista "COMA Music Magazine" ranqueou a canção como a melhor canção industrial de todos os tempos.[3]

## Desempenho nas Paradas Musicais
| Ano  | Ranking                                      | Posição | Ref.  |
| ---- | -------------------------------------------- | ------- | ----- |
| 1988 | Billboard Dance/Club Play Songs              | #13     | [ 4 ] |
| 1988 | Billboard Hot Dance Music/Maxi-Singles Sales | #34     | [ 4 ] |